# (21438) Camibarnett
(21438) Camibarnett (1998 FP122) – planetoida z grupy pasa głównego asteroid okrążająca Słońce w ciągu 3,76 lat w średniej odległości 2,42 j.a. Odkryta 20 marca 1998 roku.